# Геленув-Перший
Геленув-Перший (пол. Helenów Pierwszy) — село в Польщі, у гміні Крамськ Конінського повіту Великопольського воєводства.
Населення — 242 особи (2011).
У 1975-1998 роках село належало до Конінського воєводства.

## Демографія
Демографічна структура станом на 31 березня 2011 року:
|          | Загалом | Допрацездатний вік | Працездатний вік | Постпрацездатний вік |
| -------- | ------- | ------------------ | ---------------- | -------------------- |
| Чоловіки | 124     | 24                 | 87               | 13                   |
| Жінки    | 118     | 22                 | 72               | 24                   |
| Разом    | 242     | 46                 | 159              | 37                   |